# Regiusmanuscript
Het Regiusmanuscript, ook bekend als het Halliwellmanuscript, is het oudst bekende document dat in verband wordt gebracht met de vrijmetselarij. Het werd vermoedelijk opgesteld in de vroege vijftiende eeuw en bevat een moraliserend dichtwerk van 794 regels in Middelengels over de legendarische oorsprong van het steenhouwersambacht. Het manuscript maakt deel uit van de zogenaamde Oude Plichten, een groep teksten die later van grote invloed zou zijn op de rituelen en zelfperceptie van de speculatieve metselarij.

## Geschiedenis van het manuscript
Het manuscript bevindt zich in de collectie van de British Library als Royal MS. 17 A.I. Het was oorspronkelijk onderdeel van de bibliotheek van de antiquaar John Theyer, en kwam via de koninklijke verzamelingen in 1757 in bezit van het British Museum. In 1839 werd het voor het eerst als maçonniek document herkend door James Orchard Halliwell, die een editie publiceerde en het manuscript lange tijd zijn naam gaf. Pas in 1889 stelde de vrijmetselaar Robert Freke Gould voor om het de naam Regius te geven, als verwijzing naar de koninklijke herkomst en zijn status als oudste bekende tekst binnen het genre.

## Inhoud
Het Regiusmanuscript is opgebouwd als een moraliserend leerdicht van 794 regels in rijmende paren. De tekst bestaat uit drie delen:
- een legendarische geschiedenis van de bouwkunst en meetkunde;
- vijftien artikelen en vijftien punten met gedragsregels voor meesters en gezellen;
- een slotgedeelte van religieuze en morele aard.[2]

De artikelen en punten bevatten onder meer voorschriften dat metselaars rechtvaardig beloond moeten worden, elkaars geheimen moeten bewaren, naar de kerk behoren te gaan op feestdagen en hun vak naar eer en geweten dienen uit te oefenen.
Opvallend is dat het manuscript geen expliciete vermelding bevat van een overkoepelend gezag, hiërarchie of ambtelijke structuur. De tekst suggereert dat de bouwgilden waarin deze regels golden autonoom functioneerden binnen de context van langdurige bouwprojecten.

## Datering en herkomst
Hoewel in de negentiende eeuw vaak een datering rond 1390 werd aangenomen, geldt inmiddels een datering in de eerste helft van de vijftiende eeuw als waarschijnlijker. De tekst is volgens taalkundige analyse afkomstig uit het westelijk deel van de West-Midlands en vertoont verwantschap met andere didactische teksten zoals Instructions for Parish Priests van John Mirk en het etiquettegedicht Urbanitatis.

## Functie en interpretatie
De precieze functie van het Regiusmanuscript is onderwerp van debat. Mogelijk diende het als een intern moreel handboek voor steenhouwers, of als rechtvaardiging voor hun sociale positie in een tijd van toenemende loonrestricties en gildecontrole. In vergelijking met continentale gildevoorschriften valt het ontbreken van praktische bepalingen over werkomstandigheden op.

## Betekenis voor de vrijmetselarij
Het Regiusmanuscript wordt binnen de vrijmetselarij vaak beschouwd als het oudste 'gronddocument' van de broederschap. Hoewel het geen bewijs vormt voor een formele organisatie in de moderne zin, toont het wel aan dat er in de vijftiende eeuw reeds sprake was van een ethisch discours en een collectieve identiteit onder steenhouwers dat later zou worden overgenomen door de speculatieve maçonnieke traditie.